# DA-01

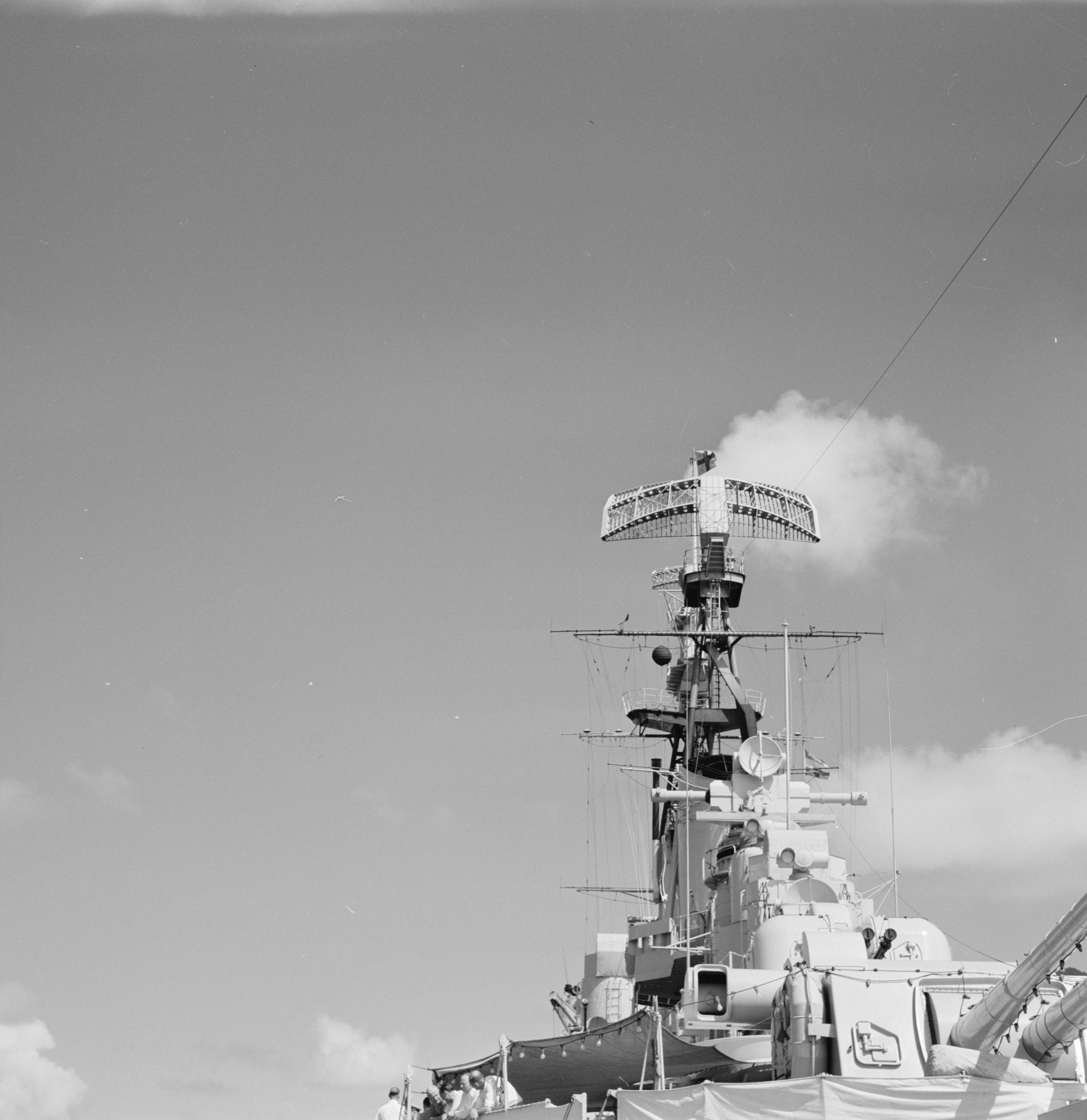
De Nederlandse lichte kruiser Hr.Ms. De Ruyter. De grote schotelvormige radar is de DA-01

Een DA-01 of Doelaanwijsradar 01 is een grote, desondanks lichte parabolische radar geproduceerd door Hollandse Signaalapparaten in de jaren '50.
De radar is speciaal gemodificeerd om te dienen op marineschepen. De radar werd gebruikt om schepen in kaart te brengen die zich op middellange afstand bevonden  en om mogelijke doelen te herkennen. Door het lage gewicht konden de radars op relatief kleine schepen, zoals (toentertijd) torpedobootjagers en fregatten, gebruikt worden. Van de DA-01 zouden later regelmatig nieuwe varianten verschijnen, die vervolgens ook naar het buitenland geëxporteerd werden.